# Christopher John Lewis
Pour les articles homonymes, voir Lewis.
Christopher John Lewis (né le 7 septembre 1964 à Dunedin et mort le 23 septembre 1997 à Auckland) est un Néo-Zélandais qui, en 1981, tente sans succès d'assassiner la reine Élisabeth II. Il planifie par la suite d'autres tentatives d'assassinat de membres de la famille royale. En 1997, il est accusé du meurtre de Tania Furlan et de l'enlèvement de sa fille.

## Jeunesse
Christopher John Lewis naît le 7 septembre 1964 à Dunedin. Il a une enfance troublée : son père est très autoritaire, il est renvoyé de l'école après avoir agressé un autre enfant et ne sait pas lire ni écrire avant l'âge de 8 ans. Enfant, il idolâtre Charles Manson. Pendant son adolescence, il forme, avec deux amis, une armée de guérilla (la National Imperial Gurelia [sic] Army). Le groupe vole des armes, envoie une lettre de menace à la police et dévalise un bureau de poste de 5 244 dollars.

## Tentatives d'assassinat
En 1981, Lewis, âgé de 17 ans, suit la tournée néo-zélandaise de la reine Élisabeth II. Le 14 octobre 1981, alors que la reine doit visiter le musée Otago à Dunedin, Lewis dissimule un .22 Long Rifle dans un vieux jean et se rend en vélo à l'Adams Building, où il s'installe dans une cabine de toilettes. Au moment où la reine marche le long de la foule, il tire par la fenêtre. Le coup de feu retentit bruyamment mais ne fait aucune victime ; la police locale déclare aux journalistes que le bruit a été causé par la chute d'un panneau,.
Bien que Lewis ne disposait pas d'un point d'observation adéquat, ni d'une arme à feu suffisamment puissante pour son objectif, un rapport de 1997 du Security Intelligence Service indique qu'il avait bel et bien l'intention de tuer la reine. Huit jours après cette tentative d'assassinat manquée, Lewis est arrêté et accusé de possession publique d'une arme à feu et de décharge publique d'une arme à feu. Lors de la lecture des charges retenues contre lui, Lewis rétorque : « Seulement deux charges, quoi ? Merde… Si la balle l'avait touchée, ce serait une trahison ? ». Lewis est condamné à trois ans de prison, dont une partie dans une prison psychiatrique.
La police néo-zélandaise étouffe l'affaire en inculpant Lewis pour possession d'une arme à feu mais garde l'événement sous silence, craignant qu'il ne donne une image négative de la Nouvelle-Zélande et ne compromette de futures visites royales,. Selon les documents de la police, il était interrogé sur une affaire de vol sans lien avec la tentative d'assassinat lorsqu'il a emmené les policiers à l'endroit où il avait tiré vers la reine, leur montrant l'arme et les douilles vides.
Les faits sont classifiés, jusqu'à leur publication en février 2018, à la demande de Fairfax Media. En 1983, alors que Charles, prince de Galles, son épouse Diana et leur fils William effectuent une visite en Nouvelle-Zélande, Lewis tente sans succès de s'échapper de sa prison psychiatrique. Lewis est finalement libéré, et lorsqu'une troisième visite royale a lieu, le gouvernement de Nouvelle-Zélande l'envoie sur l'île de la Grande Barrière pour le tenir éloigné de la famille royale.

## Fin de vie et mort
En 1997, Lewis est accusé du meurtre au marteau d'une jeune mère, Tania Furlan, et de l'enlèvement de sa fille. Il se suicide par électrocution à la prison de Mount Eden, où il était incarcéré dans l'attente de son procès. Un ami de Lewis, Travis Burns, qui l'avait impliqué dans le meurtre de Tania Furlan, reconnaît par la suite ce crime.